# Lijst van voetbalinterlands Mozambique - Tanzania
Deze lijst van voetbalinterlands is een overzicht van alle officiële voetbalwedstrijden tussen de nationale teams van Mozambique en Tanzania. De landen hebben tot op heden negen keer tegen elkaar gespeeld. De eerste ontmoeting, een groepswedstrijd tijdens de COSAFA Cup 1997, vond plaats op 15 juni 1997 in Maputo. Het laatste duel, een kwalificatiewedstrijd voor de Afrika Cup 2015, werd gespeeld in de Mozambikaanse hoofdstad op 3 maart 2014.

## Wedstrijden
| № | Plaats        | Datum            | Competitie                   | Wedstrijd             | Uitslag |
| - | ------------- | ---------------- | ---------------------------- | --------------------- | ------- |
| 1 | Maputo        | 15 juni 1997     | COSAFA Cup 1997              | Mozambique − Tanzania | 3 − 0   |
| 2 | Maputo        | 8 oktober 2006   | Afrika Cup 2008 kwalificatie | Mozambique − Tanzania | 0 − 0   |
| 3 | Dar es Salaam | 8 september 2007 | Afrika Cup 2008 kwalificatie | Tanzania − Mozambique | 0 − 1   |
| 4 | Dar es Salaam | 19 november 2008 | Vriendschappelijk            | Tanzania − Mozambique | 1 − 0   |
| 5 | Maputo        | 23 april 2011    | Vriendschappelijk            | Mozambique − Tanzania | 2 − 0   |
| 6 | Dar es Salaam | 29 februari 2012 | Afrika Cup 2013 kwalificatie | Tanzania − Mozambique | 1 − 1   |
| 7 | Maputo        | 17 juni 2012     | Afrika Cup 2013 kwalificatie | Mozambique − Tanzania | 1 − 1   |
| 8 | Dar es Salaam | 20 juli 2014     | Afrika Cup 2015 kwalificatie | Tanzania − Mozambique | 2 − 2   |
| 9 | Maputo        | 3 maart 2014     | Afrika Cup 2015 kwalificatie | Mozambique − Tanzania | 2 − 1   |

## Samenvatting
| Competitie              | Totaal gespeeld | Winst Mozambique | Gelijk | Winst Tanzania | Doelsaldo Mozambique – Tanzania |
| ----------------------- | --------------- | ---------------- | ------ | -------------- | ------------------------------- |
| Afrika Cup-kwalificatie | 6               | 2                | 4      | 0              | 7 − 5                           |
| COSAFA Cup              | 1               | 1                | 0      | 0              | 3 − 0                           |
| Vriendschappelijk       | 2               | 1                | 0      | 1              | 2 − 1                           |
| Totaal                  | 9               | 4                | 4      | 1              | 12 − 6                          |

FMF · 
A-internationals · 
Mozambikaans vrouwenelftal
1970 – 1979 · 
1980 – 1989 · 
1990 – 1999 · 
2000 – 2009 · 
2010 – 2019 ·
2020 − 2029
Afrika Cup 1986 · 
Afrika Cup 1996 · 
Afrika Cup 1998 · 
Afrika Cup 2010
Algerije ·
Angola ·
Benin ·
Botswana ·
Burkina Faso ·
Centraal-Afrikaanse Republiek ·
Comoren ·
Congo-Brazzaville ·
Congo-Kinshasa ·
Egypte ·
Eritrea ·
Ethiopië ·
Gabon ·
Ghana ·
Guinee ·
Guinee-Bissau ·
Ivoorkust ·
Kaapverdië ·
Kameroen ·
Kenia ·
Lesotho ·
Libië ·
Madagaskar ·
Malawi ·
Mali ·
Marokko ·
Mauritanië ·
Mauritius ·
Namibië ·
Niger ·
Nigeria ·
Oeganda ·
Oman ·
Portugal ·
Rwanda ·
Senegal ·
Seychellen ·
Soedan ·
Somalië ·
Swaziland ·
Tanzania ·
Togo ·
Tunesië ·
Vietnam ·
Zambia ·
Zimbabwe ·
Zuid-Afrika ·
Zuid-Soedan
FAT · A-internationals · Olympische elftal · Vrouwenelftal
Algerije ·
Angola ·
Benin ·
Botswana ·
Brazilië ·
Bulgarije ·
Burkina Faso ·
Burundi ·
Centraal-Afrikaanse Republiek ·
China ·
Congo-Brazzaville ·
Congo-Kinshasa ·
Djibouti ·
Egypte ·
Equatoriaal-Guinea ·
Eritrea ·
Ethiopië ·
Gabon ·
Gambia ·
Ghana ·
Guinee ·
Indonesië ·
Ivoorkust ·
Jemen ·
Kaapverdië ·
Kameroen ·
Kenia ·
Lesotho ·
Liberia ·
Libië ·
Madagaskar ·
Malawi ·
Marokko ·
Mauritanië ·
Mauritius ·
Mongolië ·
Mozambique ·
Namibië ·
Nieuw-Zeeland ·
Niger ·
Nigeria ·
Oeganda ·
Palestina ·
Rwanda ·
Saoedi-Arabië ·
Senegal ·
Seychellen ·
Soedan ·
Somalië ·
Swaziland ·
Togo ·
Tsjaad ·
Tunesië ·
Zambia ·
Zimbabwe ·
Zuid-Afrika